# 勒德洛 (肯塔基州)
勒德洛（英語：Ludlow），是美国肯塔基州的一座城市。建立于1864年，面积约为3.1平方公里（1.2平方英里）。根据2010年美国人口普查，该市的人口为4,407人。